# Wiktar Zurajeu
Wiktar Barnafawicz Zurajeu (biał. Віктар Барнафавіч Зураеў; ros. Виктор Борнафович Зураев, Wiktor Bornafowicz Zurajew; ur. 28 listopada 1963) – białoruski pułkownik, dowódca jednostki specjalnej Ministerstwa Spraw Wewnętrznych Republiki Białorusi Ałmaz w latach 2010–2021. Był jednym z głównych dowódców odpowiedzialnych za brutalne stłumienie pokojowych protestów w 2020 roku, w tym za śmierć Alaksandra Tarajkouskiego, pierwszej ofiary śmiertelnej protestów.

## Życiorys
Wiktar Zurajeu urodził się 28 listopada 1963 roku. Z pochodzenia jest Osetyjczykiem.
W 1986 roku został przydzielony do Mińska w stopniu dowódcy plutonu Wojsk Wewnętrznych ZSRR jednostki wojskowej 3214. W połowie lat 80. na ogólnozwiązkowym obozie szkoleniowym w Tbilisi zdobył bordowy beret, czyli najwyższe wyróżnienie dla personelu wojskowego jednostek sił specjalnych oddziałów wewnętrznych Ministerstwa Spraw Wewnętrznych ZSRR. W 1991 roku jako radziecki żołnierz odbył misję bojową do Górskiego Karabachu, podczas której brał udział w ograniczaniu ormiańsko-azerbejdżańskiego konfliktu zbrojnego.
W 1993 roku był jednym ze współtwórców białoruskich sił specjalnych, przeprowadzając pierwszy egzamin na bordowy beret. Następnie kontynuował karierę w oddziałach granicznych. Pełnił funkcję szefa wydziału, a później zastępcy dowódcy jednostki wojskowej 1250 oddziałów granicznych w Mińsku. Na terenie jednostki stacjonowały graniczne siły specjalne – Specjalna Służba Aktywnych Działań (OSAM).
27 grudnia 2010 roku Zurajeu objął dowództwo nad jednostką specjalną Ałmaz. Miało to miejsce po brutalnej pacyfikacji pokojowych protestów po wyborach prezydenckich przez funkcjonariuszy jednostki pod dowództwem Mikałaja Karpiankoua. W 2012 roku stanął na czele służby ds. zwalczania handlu narkotykami. W 2018 roku Zurajeu towarzyszył Wiktarowi Łukaszence podczas wizyty w Czeczenii oraz uczestniczył w spotkaniu z Ramzanem Kadyrowem.
Był jednym z dowódców zaangażowanych w tłumienie masowych pokojowych protestów po wyborach prezydenckich na Białorusi w 2020 roku. Według dziennikarzy „Tribuny” wojskowy, który 10 sierpnia zastrzelił w Mińsku nieuzbrojonego demonstranta Alaksandra Tarajkouskiego, najprawdopodobniej należał do jednostki specjalnej Ałmaz. Tego samego miesiąca Zurajeu otrzymał Medal „Za nienaganną służbę” jako uhonorowanie jego udziału w tłumieniu protestów.
W grudniu 2021 roku został zastąpiony na stanowisku dowódcy Ałmazu przez Wiktara Kraucewicza. Od tego czasu pełni funkcję zastępcy dyrektora generalnego ds. bezpieczeństwa, porządku i personelu w Republikańskim Centrum Przygotowań Olimpijskich „Stajki”.
Ma syna, Alaksandra Wiktarawicza Zurajeua (ur. 1993), który jest kandydatem nauk chemicznych, docentem i dziekanem Wydziału Chemii Białoruskiego Uniwersytetu Państwowego.

## Odznaczenia
- Medal „Za wyróżnienie w ochronie granic” (2003)[2]
- Medal „Za nienaganną służbę” I stopnia (2010)[2]
- Medal „Za nienaganną służbę” (2020)[2]
- Order „Za służbę Ojczyźnie” III stopnia (2015)[7]